# كاثرين بلوف
كاثرين بلوف (بالإنجليزية: Katherine Plouffe)‏ مواليد 15 سبتمبر 1992 في إدمونتون، هي لاعبة كرة سلة كندية. تلعب في الدوري الروماني لكرة السلة للسيدات. يبلغ طولها 6 قدم 3 بوصة (1.9 م). مثلت منتخب بلادها. شاركت في دورة الألعاب الأولمبية الصيفية سنة 2016. حققت المركز الأول في دورة الألعاب الأمريكية 2015.

## سجل المنافسة
شاركت في المنافسات التالية:
- الألعاب الأولمبية الصيفية 2016
- كأس العالم لكرة السلة للسيدات 2014

## الميداليات
| الميدالية | المسابقة                    |
| --------- | --------------------------- |
| ذهبية     | دورة الألعاب الأمريكية 2015 |

## روابط خارجية
- كاثرين بلوف على موقع الاتحاد الدولي لكرة السلة (الإنجليزية)
- كاثرين بلوف على موقع fiba3x3.com (الإنجليزية)
- كاثرين بلوف على موقع كرة السلة الأوروبية.كوم (الإنجليزية)
- كاثرين بلوف على موقع كلية كرة السلة في سبورتس رفرنس.كوم (الإنجليزية)
- كاثرين بلوف على موقع بروبوليرز (الإنجليزية)
- كاثرين بلوف على موقع سبورتس رفرنس (الإنجليزية)
- كاثرين بلوف على موقع اللجنة الأولمبية الدولية (الإنجليزية)
- كاثرين بلوف على موقع أوليمبيديا (الإنجليزية)
- كاثرين بلوف على موقع اللجنة الأولمبية الكندية (الإنجليزية)